# Borya inopinata
Borya inopinata là một loài thực vật có hoa trong họ Boryaceae. Loài này được P.I.Forst. & E.J.Thomps. mô tả khoa học đầu tiên năm 1997.